# Eleónas (Athènes)
Eleónas (en grec moderne : Ελαιώνας, l'Oliveraie), est un quartier d'Athènes en Grèce. Il est situé à 2 km du centre de la capitale et à 3,5 km du port du Pirée, à l'ouest du dème des Athéniens, près de la jonction entre l'avenue Kifissós (el) et la voie sacrée. C'est une zone industrielle et l'une des zones les plus défavorisées d'Athènes.  

## Histoire
Le quartier doit son nom au fait qu'il s'agissait jusqu'au début du XXe siècle d'une zone plantée d'oliviers, une caractéristique qu'elle conserve, dans une très faible mesure, encore aujourd'hui. L'olivier, qui était un élément clé de la démocratie athénienne en tant que prix pour les vainqueurs des Jeux olympiques, et, par extension, l'huile d'olive, une denrée précieuse et l'un des seuls produits athéniens dont l'exportation était autorisée, ont donné une impulsion au développement d'Eleónas. De plus, l'olivier de Platon se trouvait dans cette zone et son caractère sacré était évident. Pendant la période byzantine, de nombreuses églises ont été construites dans la zone, tandis que les habitants continuaient à s'adonner à des activités agricoles.
L'histoire moderne d'Eleónas commence en 1830 avec le protocole d'indépendance de l'État grec, alors que la région était, comme le reste de la Grèce libérée, dans un état d'abandon, avec la plupart de sa superficie brûlée et ses cultures détruites. On rapporte notamment que 150 000 oliviers avaient été brûlés par Rechid Mehmed Pacha pendant le siège d'Athènes. 
Un essor important se produit pendant le développement général d'Athènes grâce à Stamátios Kleánthis et Leo von Klenze, la zone recevant des colonies de résidents aux occupations diverses et avec l'établissement de nombreux métiers à partir de 1834, comme les briqueteries et les fours à chaux. La zone répond aux besoins du bassin jusqu'aux années 1950, mais la délocalisation progressive des moulins à olives, des savonneries et des tanneries dans toute la zone d'Eleónas depuis le centre d'Athènes et leurs diverses activités dégradent la qualité de vie et l'esthétique de la zone. 

## Quartier actuel
Désormais Eleónas est une zone de 9 500 hectares, globalement non organisée, avec de nombreux bâtiments industriels abandonnés, quelques entreprises polluantes actives, des terrains vacants ou sous-utilisés et peu de résidents. Les usines d'Eleónas emploient encore jusqu'à 30 000 travailleurs. Sa modernisation et sa régénération ont fait l'objet de nombreuses tentatives de la part de l'État, les principales propositions étant l'ouverture de nouvelles routes pour faciliter l'implantation des entreprises et la désindustrialisation générale. Un autre plan important prévoit la création du stade du Panathinaïkos dans le quartier proche de Votanikós et la création d'un parc métropolitain. Dans le même temps, la création d'une nouvelle agence de bus interurbains dans la région et sa connexion au métro sont envisagées, qui remplaceront la station actuelle de Kifissos. Le quartier est desservi par la ligne 3 du métro d'Athènes et la station Eleónas (el).